# 雅各·波墨
雅各·波墨（英語：Jakob Böhme，1575年4月24日
—1624年11月17日），德國哲学家，基督教神秘主義者，路德宗新教神學家。他被許多同時代路德宗傳統的人認為是一位原創的思想家，他的第一本書，俗稱《奧羅拉》，引起了巨大的醜聞。在當代英語中，他的名字可能拼寫為 Jacob Boehme（保留較舊的德語拼寫）；在 17 世紀的英國，它也被拼寫為 Behmen，近似於德語 Böhme 的當代英語發音。波墨對後来的德國唯心主義和德國浪漫主義產生深遠影響，黑格爾稱他為「第一個德國哲學家」。

## 生平
波墨於1575 年4 月24 日出生於阿爾特塞登貝格（Alt Seidenberg）（現為波蘭斯塔里扎維杜夫），這是波希米亞王國領土上盧薩蒂亞格爾利茨附近的一個村莊。他的父親喬治·威森（George Wissen）是路德宗教徒，相當富有，但說到底仍然是個農民。波墨是五個孩子中排行第四的。波墨的第一份工作是牧童。他被認為不夠強壯，無法從事畜牧業。 14歲時，他被送到塞登貝格當學徒，成為一名鞋匠。他的製鞋學徒生涯很艱難﹔他與一個非基督徒家庭住在一起，這使他受到了當時的爭議。儘管他沒有接受過正規教育，但他經常祈禱和閱讀《聖經》以及帕拉塞爾蘇斯、魏格爾和施文克菲爾德等遠見卓識者的作品。當了三年學徒後，波墨起程遠行。雖然不知道他到底走了多遠，但他至少到達了格爾利茨。 1592 年，波墨結束了浪跡天涯的生活並歸來。到了 1599 年，波墨在格爾利茨擁有自己的廠房並成為工藝大師。同年，他與格爾利茨屠夫漢斯·昆茨施曼的女兒凱瑟琳娜結婚，他和凱瑟琳娜育有四個兒子和兩個女兒。
波墨的導師是亞伯拉罕·貝赫姆 (Abraham Behem)，他與瓦伦丁·韦格尔通信。波墨加入了「上帝的真僕人大會」——一個由馬丁·莫勒組織的教區研究小組。波墨在他的青年時期經歷了許多神秘的經歷，最終在 1600 年的一次幻像中達到頂峰，當時他將注意力集中在錫盤上反射的一束陽光的精緻之美上。他相信這個異象向他揭示了世界的精神結構，以及神與人、善與惡之間的關係。當時他選擇不公開談論這段經歷，而寧願繼續工作並養家糊口。
1610 年，波墨經歷了另一種內在幻象，他進一步在其中理解了宇宙的統一性，並且他從上帝那裡得到了特殊的使命。格爾利茨的商店於1613 年出售，波墨終能夠在1610 年買下一套房子，並於1618 年付清房款，亦使他能定期拜訪布拉格出售他的商品。

## 延伸阅读
- Bailey, Margaret Lewis. . New York: Oxford University Press. 1914.
- Bourgeault, Cynthia. . Shambhala. 2013  [23 July 2017]. ISBN 978-0-8348-2894-0.
- Brown, Dale W. . 1996.
- Brumbaugh, Martin Grove. . Brethren publishing house. 1899  [23 July 2017].
- Calian, George-Florin. . Annual of Medieval Studies at CEU. 2010.
- Deussen, Paul. . Boehme, Jacob  (编). . London: John M. Watkins. 1910.
- Durnbaugh, Donald F. . Pennsylvania History: A Journal of Mid-Atlantic Studies. 2001, 68 (1): 8–30.
- Ensign, Chauncey David.  (学位论文). Boston University. 1955. hdl:2144/8771.
- Hirsch, Emanuel. . Volume II. Gutersloh: c. Bertelsmann Verlag. 1951: 209, 255, 256.
- Mills, Jon. . Albany: State University of New York Press. 2002.
- Martensen, Hans Lassen. . trans. T. Rhys Evans. London: Hodder and Stoughton. 1885.
- Nicolescu, Basarab. . Needleman, J.; Baker, G.  (编). . Bloomsbury Publishing. 1998: 37–69  [23 July 2017]. ISBN 978-1-4411-1084-8. A revised version is available:  (PDF): 12. 2003  [23 July 2017]. （原始内容 (PDF)存档于2019-11-26）.
- Popkin, Richard. . Garber, Daniel; Ayers, Michael  (编).  1. Cambridge University Press. 1998. ISBN 978-0-521-53720-9.
- Stoeffler, F. Ernest. . Leiden: E. J. Brill. 1965.
- Stoeffler, F. Ernest. . Leiden: E. J. Brill. 1973.
- Swainson, William Perkes. . London: William Rider & Son, Ltd. 1921.
- von Ingen, F. . Eos: St. Ottilien. 1988.
- Weeks, Andrew. . State University of New York Press. 1991. ISBN 978-0-7914-0596-3.